# 青木京子
青木 京子（あおき きょうこ)は、日本のアナウンサー。

## 概要・経歴
山口県周南市出身。上野学園大学卒業。山口放送のアナウンサーであり、ラジオのパーソナリティーを務めている。
2018年（平成30年）8月29日から山口県の農林水産物需要拡大協議会アンバサダーとして県産農林水産物等の情報を広く発信している。

## 人物
趣味は、ゴルフ、スキューバーダイビング、茶道、ヴァイオリン、ストレッチである。本人曰く、「大きな口はチャームポイント」である。

## 出演番組
テレビ
- わくわくチャンネル（水・木・金曜　11:25 - 11:30）
- ナビすた!

ラジオ
- お昼はZENKAI ラヂオな時間（水曜・金曜）

他、KRYニュース(テレビ、ラジオいずれも)を担当。